# Списак епизода серије Бен 10

Следи списак епизода за америчку анимирану телевизијску серију Бен 10. Серију је за Картун Нетворк креирао „Човек од акције“, група коју су чинили писци Данкан Руло, Џо Кејси, Џо Кели и Стивен Т. Сигал. Серију је пратила наставак серије Бен 10: Ванземаљска сила из 2008.
Прва епизода Бена 10, „А онда их је било 10“, први пут је емитована на Картун Нетворк-у као кратак поглед 27. децембра 2005. током блока „Снек Пек Век“ Картун нетворка, емитујући се заједно са друге две оригиналне серије Картун нетворка Мој партнер у теретани је мајмун и Роботбои, и стекли канадску YTV серију Зикк, пре званичне премијере серије 14. јануара 2006.

## Сезоне
| Сезона | Сезона | Епизода | Премијерно емитовање | Премијерно емитовање |
| Сезона | Сезона | Епизода | Почетак емитовања    | Завршетак емитовања  |
| ------ | ------ | ------- | -------------------- | -------------------- |
|        | 1      | 13      | 27. децембар 2005.   | 1. април 2006.       |
|        | 2      | 13      | 29. мај 2006.        | 28. октобар 2006.    |
|        | 3      | 13      | 25. новембар 2006.   | 14. април 2007.      |
|        | 4      | 13      | 7. јул 2007.         | 15. април 2008.      |

## 1. сезона
- 01 - А онда их је било 10
- 02 - Вашингтон пре нове ере
- 03 - Кракен
- 04 - Трајна пензија
- 05 - Прогоњен
- 06 - Замка за туристе
- 07 - Кевин 11
- 08 - Савез
- 09 - Ко се последњи смеје
- 10 - Срећница
- 11 - Мали проблем
- 12 - Нежељени ефекти
- 13 - Тајне

## 2. сезона
1. Бен и Гвен сада знају истину какав им је деда водоинсталатер био.
2. У 15-ој епизоди Бен добија Ђулета.
3. У 20-ој епизоди Бен скубља ДНК биљке и добија Диволозу.
4. у 24-ој епизоди Утвара излази из Омнитрикса и претвара се у ружну напаст која опседа Бена, због тога у 3-ој и 4-ој сезони се уместо Утваре приказује Ђуле под бројем 9

- 14 - Истина
- 15 - Велики крпељ
- 16 - Уфрамован
- 17 - Гвен 10
- 18 - Тежак меч
- 19 - Галактички ратници
- 20 - Страх у кампу
- 21 - Ултимативно оружје
- 22 - Велика срећа
- 23 - Ко то тамо вреба
- 24 - Напад Утваре
- 25 - Доктор Анимо и мутирајући зрак
- 26 - Повратак и освета

## 3. сезона
1. У овој сезони уместо утваре се приказује Ђуле под бројем 9.
2. У 31-ој епизоди Бен добија Вукодлака.
3. У 34-ој епизоди Бен добија Мумију.
4. У 38-ој епизоди Бен добија Утвару назад, и добија електромагнетско тело.
5. У 39-ој епизоди Бен добија Ждерка.

- 27 - Бен 10,000
- 28 - Поноћно лудило
- 29 - Замена
- 30 - Срећан божић
- 31 - Вукодлак
- 32 - Крај игре
- 33 - Супер ванземаљско друштво хероја
- 34 - Напад мумија
- 35 - Ванземалјски бејзбол
- 36 - Чудовишно време
- 37 - Повратак
- 38 - Плашите се Мрака
- 39 - Посетилац

## 4. сезона
1. У овој сезони уместо Утваре се приказује Ђуле под бројем 9.
2. У 41-ој епизоди Бен добија Дита.
3. У 47-ој епизоди Бен добија Окатог.
4. У епизоди 49-51, Бен растура Омнитрикс и тражи Азмута да би му помогао да га састави. У овој епизоди Бен добија Голијата.

- 40 - Савршен дан
- 41 - Подељени
- 42 - Забрањено пити воду
- 43 - Велика мрсна ванземаљска свадба
- 44 - Хулигани са ауто-пута
- 45 - Рукати првак
- 46 - Кен 10
- 47 - Бен 10 против Негативних 10 (1)
- 48 - Бен 10 против Негативних 10 (2)
- 49 - Тајна Омнитрикса (1)
- 50 - Тајна Омнитрикса (2)
- 51 - Тајна Омнитрикса (3)
- 52 - Добродошао и још боље Отишао